# 木谷有里
木谷 有里（きたに ゆり、1987年10月21日 - ）は、日本の女性モデル、レースクイーン。岐阜県高山市出身。オスカープロモーション所属。

## 略歴
岐阜県立飛騨高山高等学校→立教大学文学部卒業。大学卒業後からオスカープロモーションに所属しモデル活動を開始。2010年11月にはミス・インターナショナル日本代表選出大会にファイナリストとして出場するも、受賞はならなかった。
2012年、SUPER GT「Mobil1レースクイーン」に就任。以後2016年に至るまで5年連続となり、歴代のMobil1RQとしては出村美苗（2006年 - 2011年まで6年連続）に次ぐ在任期間となった。
| 年              | 名前     | 備考                                                                |
| --------------- | -------- | ------------------------------------------------------------------- |
| 2012年          | 岸本千尋 | 当時同じ所属事務所だった。                                          |
| 2013年 - 2014年 | 仁科えり | ネットアージュ所属。                                                |
| 2015年          | Akira    | 後に「日吉晶羅」と改名。 史上初の平成生まれのMobil1レースクイーン。 |
| 2016年          | 藤波優紀 | プラチナムプロダクション所属。                                      |

2017年はレースクイーンの仕事から離れ、ポルシェ・カレラカップ・ジャパンの専属イベントMCとして活動する。

## 人物
- 趣味は韓国語、音楽鑑賞。特技は書道、水泳、スキー、ダンス、サーフィン。
- 得意な楽器はドラム、トロンボーン、チューバ。ドラムは大学のバンドサークル時代から習っており[7]、プライベートでもスタジオで演奏したりする[8]。2017年2月19日に新宿Cat's Holeで行われた『初めて文化祭してみた。〜GIRLS PARTY〜』では、オープニングで自らドラム演奏した他、Mobil1レースクイーンの後任（2017年度）となる佐崎愛里らと共にパフォーマンスを披露した[9]。
- 妹が1人いる[10]。

## 出演

### テレビ番組
| 番組名 （「 」内はサブタイトル）                               | 放送局           | 放送日              | 備考 （共演者）                                 | 参照リンク |
| -------------------------------------------------------------- | ---------------- | ------------------- | ----------------------------------------------- | ---------- |
| デジタル☆一番星「LEDで世界へ打って出る!」                      | BS-TBS           | 2011年1月9日        | リポーター                                      |            |
| 内村さまぁ〜ず #130                                            | ネット配信       | 2012年3月15日-31日  | アシスタント                                    |            |
| アフロディーテの羅針盤「爪美人になる!」                        | NHK BSプレミアム | 2012年6月6日        | モデルとして出演                                |            |
| 明石家サンタの史上最大のクリスマスプレゼントショー             | フジテレビ系     | 2012年12月24日      | アシスタント （北村舞、高山えみり、長山真由美） | [11]       |
| POWER GAME〜パワーゲーム〜 第1・2話「化粧品メーカーをおとせ!」 | NHK BSプレミアム | 2013年8月10日、17日 | キャバクラ嬢役                                  | [12]       |
| 第55回日本レコード大賞                                         | TBS系            | 2013年12月30日      | アシスタント （市川奈央、小林眞琴、梅本美優）   | [13][14]   |
| 第56回日本レコード大賞                                         | TBS系            | 2014年12月30日      | アシスタント （梅本美優、多東えりか）           | [15]       |
| 第57回日本レコード大賞                                         | TBS系            | 2015年12月30日      | アシスタント （多東えりか、山口恵里奈）         | [16]       |

### CM
- 日本クラフトフーズ「クロレッツ」（2010年）

### イベント
- 東京オートサロン
  - グランツーリズモブース（2011年1月）
  - GOODYEARブース（2012年1月）
- CP+
  - Nikonブース（2011年2月）
  - Panasonicブース（2013年1月31日 - 2月3日）
  - Canonブース（2017年2月）[1]
- 東京ゲームショウ
  - マイクロソフト Xbox 360ブース（2011年9月）
  - GREEブース（2012年9月、2013年9月、2014年9月）
- エコプロダクツ展「東芝ブース」（2011年12月）
- ジャパンゴルフフェア「テーラーメイドブース」（2013年2月）
- CEATEC JAPAN「TDKブース」（2015年10月、2016年10月）
- 東京モーターショー「三菱ふそうトラック・バスブース」（2017年10月27日 - 11月5日）[4]

### その他
- JFマリンバンク「浜の応援隊」（2015年 - ）[17]
- ポルシェ・カレラカップ・ジャパン イベントMC（2017年）[6]